# Bottendorf (Roßleben-Wiehe)
Bottendorf ist ein Ortsteil der Stadt- und Landgemeinde Roßleben-Wiehe im thüringischen Kyffhäuserkreis.

## Lage
Bottendorf liegt an der Grenze zu Sachsen-Anhalt am Ufer der Unstrut im Tal zwischen Finne und Ziegelrodaer Forst. Die Bottendorfer Hügel sind ein Naturschutzgebiet.
Der Ort liegt in einem erdfallgefährdeten Bereich, weil das oberflächennahe Gipsgestein ausgewaschen wird. 2021 wurden deswegen zwei Erdfallpegel installiert, die die Bewohner warnen sollen.

## Geschichte
In einem zwischen 881 und 899 entstandenen Verzeichnis des Zehnten des Klosters Hersfeld wird Bottendorf als zehntpflichtiger Ort Budilendorpf im Friesenfeld erstmals urkundlich erwähnt.
Eine Wasserburg befand sich vor 1050 im Bereich des heutigen Ortsteils „Alte Stadt“ zwischen zwei Unstrutarmen. Nach 1050 bis 1085 soll die ehemalige Burg durch die Neue Burg ersetzt worden sein. Der zweite Flussarm der Unstrut ist verfüllt, aber noch nachweisbar. Befestigungsreste sind nicht mehr erkennbar.
Bis 1815 lag Bottendorf im sächsischen Amt Wendelstein und fiel dann an Preußen. Dort gehörte es dem Landkreis Querfurt im Regierungsbezirk Merseburg der Provinz Sachsen an. Im Jahr 1927 hatte Bottendorf 1.450 Einwohner. Der Ort kam im Rahmen der DDR-Bezirksreform von 1952 zum Kreis Artern, der sich 1990 in einer Volksabstimmung für die Zugehörigkeit zum Land Thüringen entschied. 1994 kam Bottendorf dann zum neu gegründeten Kyffhäuserkreis.
Am 1. April 1999 wurde Bottendorf nach Roßleben eingemeindet. Dieses wiederum ist seit dem 1. Januar 2019 Teil der Stadt- und Landgemeinde Roßleben-Wiehe.
Die Gemeinde sanierte über 16 Jahre ihre Mauritiuskirche und wurde hierfür im Juli 2022 mit dem Thüringer Denkmalschutzpreis ausgezeichnet.

## Wappen
Das Wappen wurde am 3. Februar 1994 genehmigt.
Blasonierung: „In Silber ein linksgewendeter, rotbewehrter blauer Adler, belegt mit einem silbernen Herzschild, darin eine rote Nelke.“
Mit dem Adler als Hauptmotiv wird auf ein Wappen des sächsischen Pfalzgrafen Friedrich von Putelendorf zurückgegriffen. Nach Ernst Brotuffs „Chronica und Antiquitates von Marsburg“ 1557 führten diese in Silber einen blauen, nach links gewendeten Adler. Zwei Pfalzgrafengenerationen, Friedrich III. und Friedrich IV. von Putelendorf, weisen mit ihren Namen auf die ursprüngliche Ortsbezeichnung Bottendorfs und hatten ihre Burg, die Putelenburg, in heutiger Ortslage. Die rote Nelke im silbernen Herzschild symbolisiert die Bottendorfer Nelke (Armeria maritima ssp. bottendorfensis), die auch Gras- oder Bergnelke genannt wird. Diese, sonst sehr seltene Pflanze gehört zur Flora der Gemeindeflur.
Das Wappen wurde von dem Heraldiker Michael Zapfe gestaltet.

## Wirtschaft
Vorherrschend sind Landwirtschaft und Handwerk. Bottendorf hatte seinen wirtschaftlichen Höhepunkt im 15. bis 18. Jahrhundert, als noch Kupferschieferbergbau betrieben wurde. Wegen der Kupferhütte wurde die Unstrut als Wasserstraße genutzt und entsprechend ausgebaut. Heute herrscht hier ein reger Sportbootverkehr.

## Persönlichkeiten
- Richard Hüttig (1908–1934), Kommunist und Kämpfer gegen den Nationalsozialismus
- Johannes Steinhoff (1913–1994), Jagdflieger im Zweiten Weltkrieg und Vier-Sterne-General der Bundeswehr

## Sehenswürdigkeiten
- Windmühle
- „Alter Fährgraben“
- Alte Kupferhütte
- St.-Mauritius-Kirche

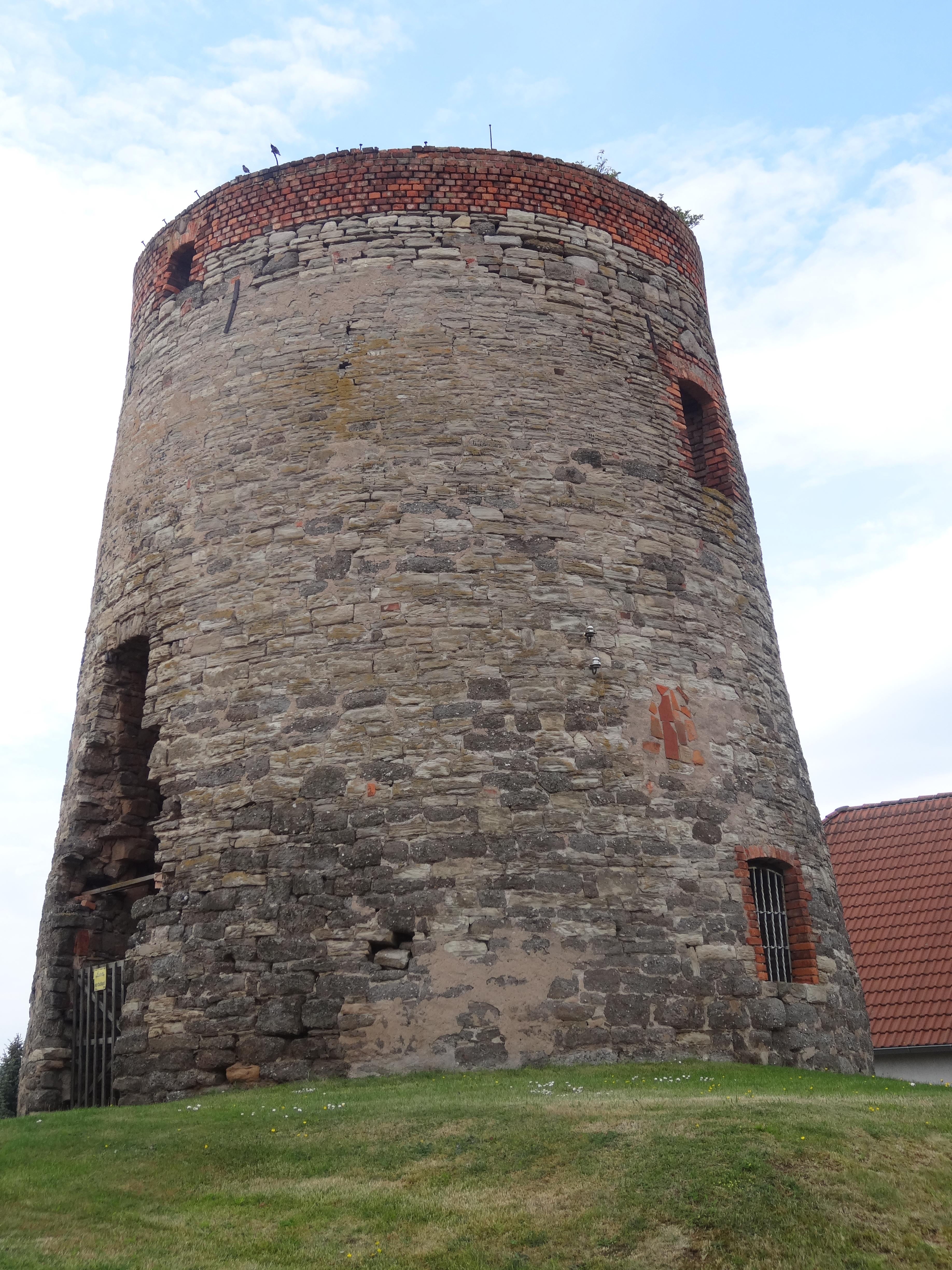
Windmühle

- Stele eines Zigeunerfürsten auf dem Friedhof
- Bottendorfer Berggrasnelke („Armeria maritima bottendorfensis“)
- Gedenktafel an der Schule zur Erinnerung an den kommunistischen Widerstandskämpfer Richard Hüttig, der 1934 in Berlin-Plötzensee ermordet wurde